# Сан-Мигел-ду-Гуама

Сан-Мигел-ду-Гуама на карте штата.

Сан-Мигел-ду-Гуама (порт. São Miguel do Guamá) — муниципалитет в Бразилии, входит в штат Пара. Составная часть мезорегиона Северо-восток штата Пара. Входит в экономико-статистический микрорегион Гуама. Население составляет 51 567 человек на 2010 год. Занимает площадь 1110,175 км². Плотность населения — 46,45 чел./км².

## Демография
Согласно сведениям, собранным в ходе переписи 2010 г. Национальным институтом географии и статистики (IBGE), население муниципалитета составляет:
| Полное население                               | Полное население                               | Полное население                               | Полное население                               | 51 567 |
| ---------------------------------------------- | ---------------------------------------------- | ---------------------------------------------- | ---------------------------------------------- | ------ |
| в том числе:                                   | Городское население                            | 31 884                                         | Процент городского населения, %                | 61,83  |
|                                                | Сельское население                             | 19 683                                         | Процент сельского населения, %                 | 38,17  |
|                                                | Мужское население                              | 26 028                                         | Процент мужского населения, %                  | 50,47  |
|                                                | Женское население                              | 25 539                                         | Процент женского населения, %                  | 49,53  |
| Плотность населения, чел/км²                   | Плотность населения, чел/км²                   | Плотность населения, чел/км²                   | Плотность населения, чел/км²                   | 46,45  |
| Население муниципалитета в % к населению штата | Население муниципалитета в % к населению штата | Население муниципалитета в % к населению штата | Население муниципалитета в % к населению штата | 0,68   |

По данным оценки 2015 года население муниципалитета составляет 55 942 жителя.

## Статистика
- Валовой внутренний продукт на 2003 год составляет 98 502 098,00 реалов (данные: Бразильский институт географии и статистики).
- Валовой внутренний продукт на душу населения на 2003 год составляет 2201,61 реалов (данные: Бразильский институт географии и статистики).
- Индекс развития человеческого потенциала на 2000 год составляет 0,670 (данные: Программа развития ООН).

## Административное деление
Муниципалитет состоит из 4 дистриктов:
| № | Наименование дистрикта | Наименование дистрикта (порт.) | Территория, км² | Население, чел.(2010) | Население, чел.(2010) | Население, чел.(2010) | Плотность, чел./км² | Код дистрикта |
| № | Наименование дистрикта | Наименование дистрикта (порт.) | Территория, км² | всего                 | городское             | сельское              | Плотность, чел./км² | Код дистрикта |
| 1 | Сан-Мигел-ду-Гуама     | São Miguel do Guamá            | 285,39          | 36 670                | 31 884                | 4786                  | 128,49              | 150760705     |
| 2 | Кажу                   | Caju                           | 398,14          | 7498                  | -                     | 7498                  | 18,83               | 150760710     |
| 3 | Урукури                | Urucuri                        | 365,46          | 6781                  | -                     | 6781                  | 18,55               | 150760715     |
| 4 | Урукуритеуа            | Urucuriteua                    | 61,18           | 618                   | -                     | 618                   | 10,1                | 150760720     |

## Важнейшие населенные пункты
| № | Населённый пункт   | Населённый пункт (порт.) | Категория | Население чел. (2010) | На карте                       |
| - | ------------------ | ------------------------ | --------- | --------------------- | ------------------------------ |
| 1 | Сан-Мигел-ду-Гуама | São Miguel do Guamá      | город     | 31 884                | 1°36′43″ ю. ш. 47°28′51″ з. д. |
| 2 | Бела-Виста         | Bela Vista               | поселок   | 312                   | 1°28′35″ ю. ш. 47°38′46″ з. д. |